# Іоланда Французька
Іоланда Французька або Іоланда Валуа, (23 вересня 1434 Тур — 23 серпня 1478 Шамбері). Дочка Карла VII, короля Франції, і його дружини Марії.

## Сім'я

### Чоловік
1. Амедей IX (1435—1472), герцог Савойї, граф д'Аоста, принц П'ємонту.

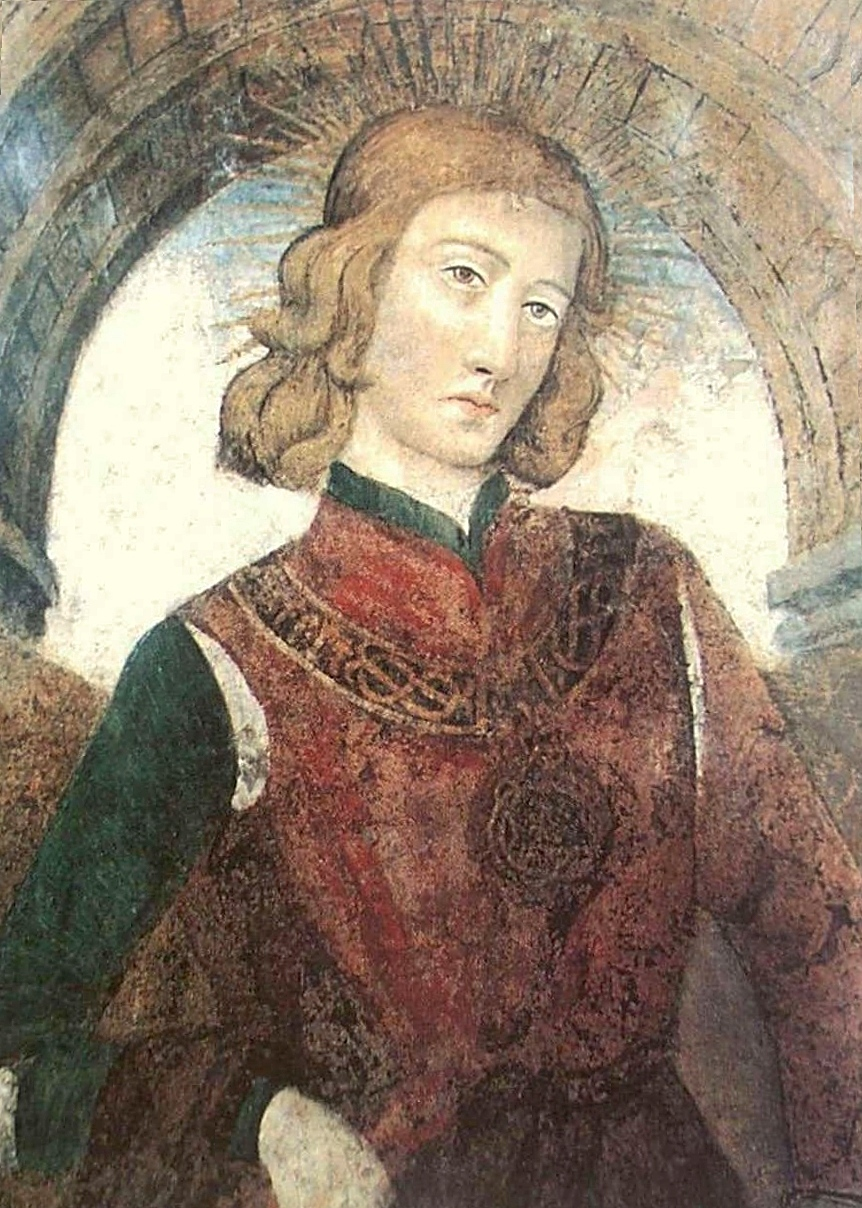
Амадей

### Діти
1. Людовик (1453)
2. Анна (1455—1480), у 1478 вийшла заміж за Федеріго, короля Неаполя (1452—1504)[1].

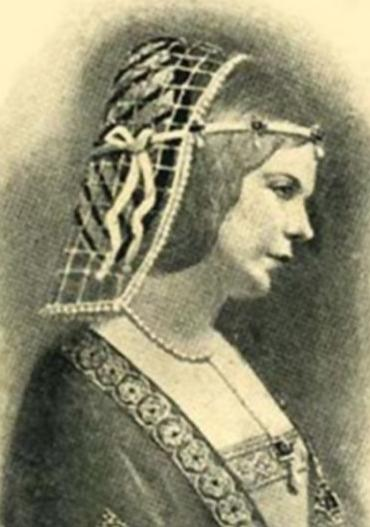
Луїза
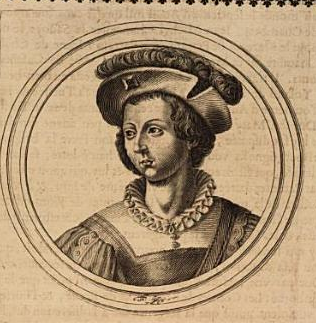
Філіберт
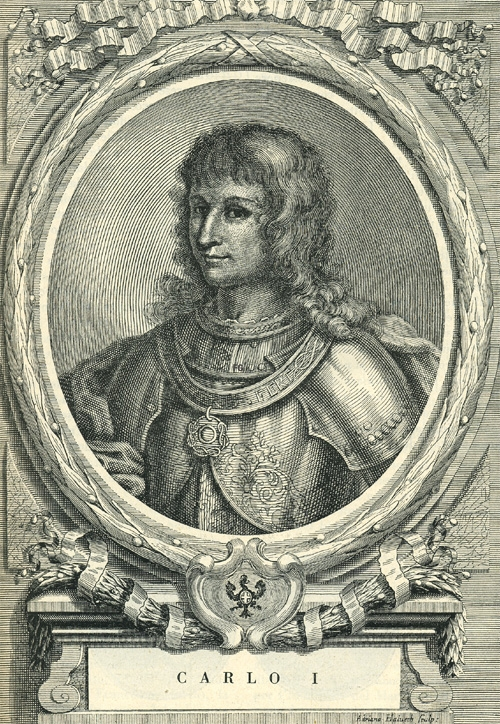
Карл

3. Карл (1456—1471), князь П'ємонту
4. Луїза (1462—1503),
5. Марія (? — 1511),
6. Філіберт (1465—1482)
7. Бернард (1467)
8. Карл (1468—1490)
9. Яків-Людовик (1470—1485)
10. Іоанн-Клавдій-Галеаццо (1472)

- Луїза
- Філіберт
- Карл